# Костромские татары
Костромские татары (романовские татары, самоназв. нугай) — потомки служилых татар Костромы, по сей день составляющие заметную долю среди жителей частного сектора города близ микрорайона Черноречье (в прошлом территория за рекой Чёрной называлась Подгорной татарской слободой). Близки к Касимовским татарам.
Большая часть краеведов полагает, что костромские татары — потомки ногайцев (мангытов), поселённых в Романове. Своё происхождение романовские татары связывали с Едигеем. Жёны романовских мурз принадлежали к мангытской знати. Они носили титул ногайских принцесс «Тота», который в семьях потомков Едигея передавался по женской линии.
Численность 128 чел. (1762), 525 чел. (1902), ок. 200 чел. (1996). Язык в основном русский, верующие — мусульмане-сунниты. История заселения татарами удалённых частей тогдашней Костромы в общих чертах такова. Начиная с Ивана Грозного, русские цари нанимали служилых татар, для охраны южных границ, за что им часто даровали земли. Постепенно шёл процесс христианизации татар, зачастую, насильственный. Особенно положение некрещёных татар ухудшилось при Петре Великом. Но окончательный удар по религии татар нанесла Елизавета Петровна, переселившая всех не принявших крещения романовских мурз (название происходит по городу Романов (ныне Тутаев)) в 1760 г. в Татарскую слободу Костромы.
В нач. XX века костромские татары были носителями преимущественно следующих фамилий: Женодаровы, Булатовы, Маметевы, Космасовы, Бильгильдеевы, Курочкины, Сиушевы, Кадыбердеевы. Была мечеть, медресе. Восстановлена мечеть, в современной Костроме она располагается на площади Конституции. Действует татарское кладбище, однако в начале XXI века здесь хоронят и представителей прочих мусульманских народов.